# Robert Beitsch
Robert Beitsch (* 24. November 1991 in Berlin) ist ein deutscher Tänzer, Tanzsporttrainer und Choreograph.

## Leben
Beitsch wuchs in Schönewalde und Sonnewalde Brandenburg auf. Er begann im Alter von elf Jahren im Tanzsportclub „Sängerstadt“ Finsterwalde mit dem Tanzsport. Im Alter von 15 Jahren ging er nach Berlin, um bessere Trainingsmöglichkeiten zu haben. Zuletzt tanzte er in der Hauptgruppe S-Latein für den Blau-Silber Berlin Tanzsportclub. Seit 2012 ist er auch als Trainer im BTC Grün-Gold der TiB 1848 für Kinder und Jugendliche tätig. 2013 unterrichtete er die Schauspieler in der ARD-Fernsehproduktion Wir tun es für Geld, die überwiegend in einer Tanzschule spielt.
2015 nahm Robert Beitsch mit Anastasia Bodnar an der dritten Staffel der Tanz-Castingshow Got to Dance teil. 2016 trat er zum ersten Mal in der RTL-Tanzshow Let’s Dance auf, in der er mit der Sängerin Sarah Lombardi tanzte und den zweiten Platz erreichte. 2017 schied er mit der Boxsportlerin Susianna Kentikian in der sechsten Folge aus, 2018 mit Jessica Paszka in der zweiten Folge. In der zwölften Staffel der Tanzshow war die Schauspielerin Ulrike Frank seine Tanzpartnerin, mit der er den neunten Platz belegte. 2020 schied er mit Steffi Jones als erstes Paar aus, 2021 mit der Sängerin Senna Gammour als drittes Paar.
2010 und 2011 war Beitsch bereits als Choreograph bei Let’s Dance tätig: 2010 für Brigitte Nielsen und ihren Tanzpartner Oliver Tienken sowie 2011 für Andrea Sawatzki und ihren Tanzpartner Stefano Terrazzino.
Robert Beitsch bei Let’s Dance
| Staffel (Jahr) | Partner            | Platzierung |
| -------------- | ------------------ | ----------- |
| 9 (2016)       | Sarah Lombardi     | 2.          |
| 10 (2017)      | Susianna Kentikian | 9.          |
| 11 (2018)      | Jessica Paszka     | 13.         |
| 12 (2019)      | Ulrike Frank       | 9.          |
| 13 (2020)      | Steffi Jones       | 14.         |
| 14 (2021)      | Senna Gammour      | 12.         |

## Erfolge
- mehrfacher Berliner Landesmeister[2]